# 春日町站
- 關於位於東京都練馬區的都營地下鐵車站，請見「練馬春日町站」。
- 關於位於北海道的同名車站，請見「天鹽炭礦鐵道」。

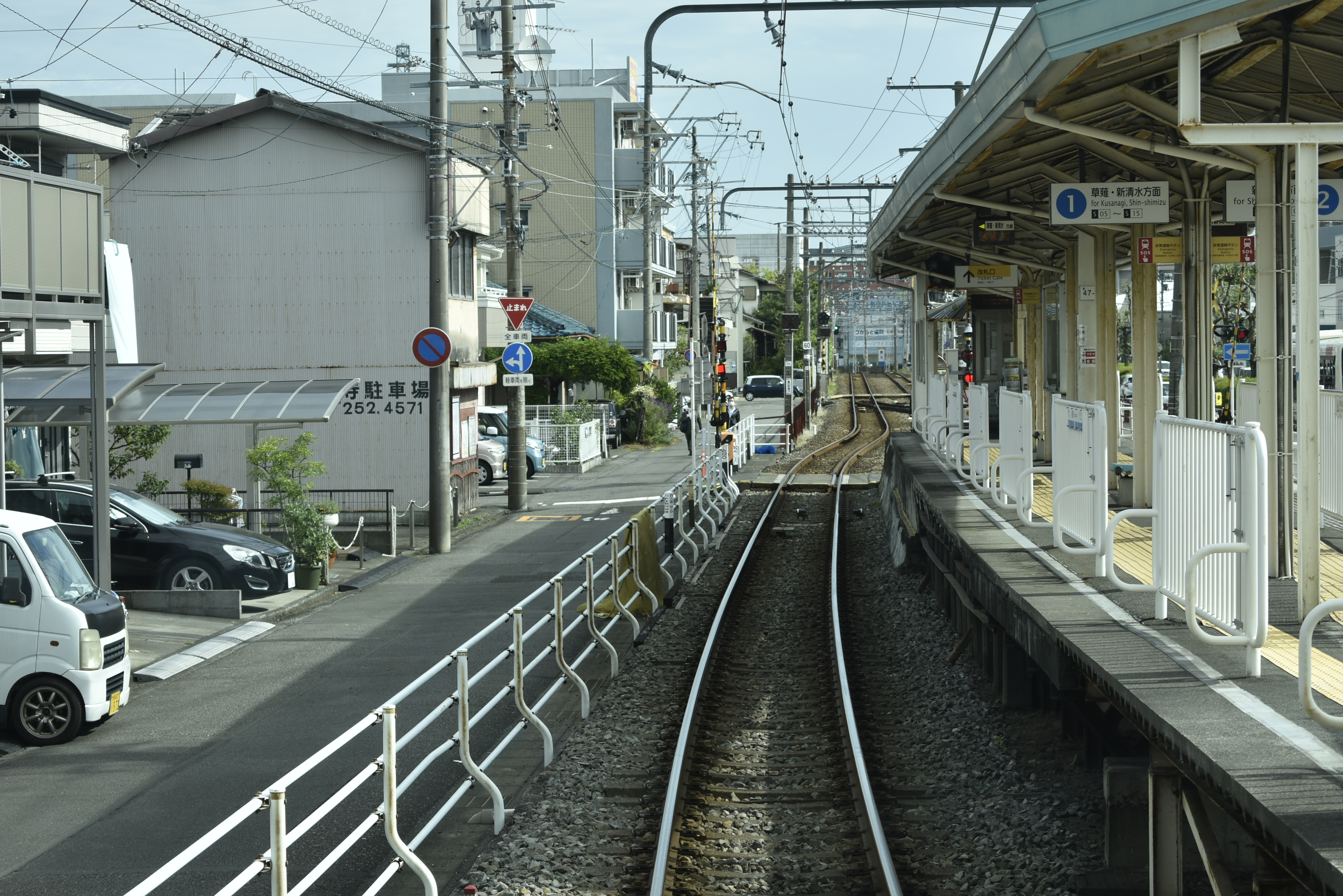
月台（2020年10月）

春日町站（日语：／ Kasugacho eki */?）是位於靜岡縣靜岡市葵區春日二丁目，靜岡鐵道的靜岡清水線車站。車站編號為S04。

## 歷史
- 1930年（昭和5年）4月2日 - 春日町站啟用。
- 2005年（平成17年）4月 - 設置安全柵欄（防墜欄）。

## 車站構造
本站是地面車站，設有1面2線的島式月台。站房與出入口位於月台靠近新清水一端，車站出入口位於平交道中間。車站靠近柚木站一方設有緊急時使用的渡線。在2011年10月1日時間表修正起，方向幕增加了「春日町」方向。廁所位於月台靠近新靜岡一方，為男女共用濕廁。

### 月台
| 月台 | 路線        | 上下行 | 方向             |
| ---- | ----------- | ------ | ---------------- |
| 1    | ●靜岡清水線 | 下行   | 草薙、新清水方向 |
| 2    | ●靜岡清水線 | 上行   | 新靜岡方向       |

## 使用狀況
根據「靜岡市統計書」，2018年度一日平均乘車人次為899人，下車人次為942人。以上落人次比較，於靜岡清水線15座車站中排名12。以下為近年上落人次列表：
| 年度               | 1日平均上落人次 | 1日平均上落人次 | 1日平均上落人次 |
| 年度               | 上車人次        | 落車人次        | 合計            |
| ------------------ | --------------- | --------------- | --------------- |
| 2002年（平成14年） | 855             | 1,085           | 1,940           |
| 2003年（平成15年） | 844             | 1,098           | 1,942           |
| 2004年（平成16年） | 811             | 1,070           | 1,881           |
| 2005年（平成17年） | 888             | 914             | 1,802           |
| 2006年（平成18年） | 714             | 1,007           | 1,721           |
| 2007年（平成19年） | 725             | 987             | 1,712           |
| 2008年（平成20年） | 856             | 824             | 1,680           |
| 2009年（平成21年） | 754             | 722             | 1,476           |
| 2010年（平成22年） | 683             | 731             | 1,414           |
| 2011年（平成23年） | 690             | 782             | 1,472           |
| 2012年（平成24年） | 691             | 807             | 1,498           |
| 2013年（平成25年） | 711             | 767             | 1,478           |
| 2014年（平成26年） | 731             | 790             | 1,521           |
| 2015年（平成27年） | 763             | 818             | 1,581           |
| 2016年（平成28年） | 788             | 842             | 1,630           |
| 2017年（平成29年） | 852             | 895             | 1,747           |
| 2018年（平成30年） | 899             | 942             | 1,841           |

## 車站周邊
- 靜岡地方氣象台
- 國道1號
- Twin Messe靜岡（日语：静岡産業支援センター）
- 靜岡縣理容美容專門學校

## 相鄰車站
靜岡鐵道
 S  靜岡清水線
■通勤急行、■急行
通過
■普通
音羽町（S03）－春日町（S04）－柚木（S05）

## 注腳
1. ↑  1980年5月3日的車站地址從「春日町二丁目」改名而成
2. 1 2  月台方向表示採用靜鐵官方網站中此站的「時間表」為準
3. ↑  静岡市統計書 （页面存档备份，存于）（日語） - 靜岡市

## 外部連結
- 時間表、沿線資訊 - 春日町站 （页面存档备份，存于）（日語） - 靜鐵集團